# Вузетка
Вузетка (пол. wuzetka) — це кремове тістечко з шоколадного бісквіту, яке походить із Варшави. Його назва, походить від Варшавського шляху Схід-Захід (Trasa W-Z), біля якого розташована цукерня, яка вперше почала продавати десерт наприкінці 1940-х. Традиційний для варшавської кухні десерт подавали виключно кафе та ресторани у Варшаві, але незабаром він став улюбленою домашньою їжею в Польщі.

## Історія
Десерт виник на рубежі 1940-х та 1950-х років в одній із нещодавно заснованих  крамниць солодощів у Варшаві. Однак точне походження назви спірне; історики та певні джерела сходяться на думці, що торт, ймовірно, був названий на честь варшавського шляху Схід-Захід (Trasa W-Z), який проходив поруч із цуке́рнею. Інші джерела стверджують, що назва походить від абревіатури «WZC», що означає або Варшавські кондитерські заводи. Згідно іншої теорії назва тістечка погодить від  польського терміна «тістечко з шоколадом» (пол. „wypiek z czekoladą”) , або також можливо скорочення для «тістечко з вершками» (пол. „wypiek z kremem”) .
За словами історика Ярослава Зелінського, цей десерт був створений у 1949 році, а назву придумали у 1953 році в одному з кафе біля кінотеатру «Муранув» . За словами історика Данути Шміт-Заверухи, печиво було названо на честь маршруту W-Z, як і кафе «W-Z», розташоване в будівлі кінотеатру «Muranów» .

## Виготовлення
Два квадратні шоколадні шари тістечка зроблені з пшеничного борошна, яєць, цукру та какао. Суміш запікається в духовці при 180 градусах Цельсія (356 градусів за Фаренгейтом) протягом 20–30 хвилин. Потім запечені шари занурюють і просочують перфоратором. Верхній шар тонко покритий мармеладом або варенням з подальшим нанесенням густого шоколадного помаду. Вершкова начинка виготовлена з 36 % вершків для збивання, цукрової пудри та желатину. Традиційно пиріг заправляється збитими вершками.